# Thagria peayi
Thagria peayi är en insektsart som beskrevs av Nielson 1977. Thagria peayi ingår i släktet Thagria och familjen dvärgstritar. Inga underarter finns listade i Catalogue of Life.